# 130 William Street
130 William es una torre residencial de gran altura ubicado en el Distrito Financiero de Manhattan, en la ciudad de Nueva York (Estados Unidos). Está siendo desarrollado por Lightstone y fue diseñado por el arquitecto británico David Adjaye.

## Historia
Lightstone compró el antiguo edificio de oficinas de 12 pisos en 130 William Street en mayo de 2014 por 60 millones de dólares después de que el dueño anterior incumpliera con una hipoteca de East West Bank. Ocho meses después, la compañía dio a conocer los planes de Hill West Architects para un edificio de uso mixto de 50 pisos de altura que alcanzaría una altura de 177 m y contendría un hotel y 188 apartamentos. Sin embargo, los nuevos planes presentados a principios de 2017 eliminaron la parte del hotel y aumentaron el tamaño del edificio a su altura actual.
En marzo de 2017, el proyecto obtuvo 305 millones de dólares en financiamiento y comenzó la construcción. La instalación de la fachada comenzó en octubre de 2018. El edificio se completó en mayo de 2019. 130 William también ha sido reconocido como el desarrollo de condominios de lujo de ventas más rápidas en la ciudad de Nueva York en 2018 y 2019.

## Arquitectura y diseño
La fachada hecha a mano personalizada de 130 William presenta ventanas arqueadas a gran escala y detalles en bronce. Se elevará aproximadamente 240 m de altura a 66 pisos y constará de 242 residencias y más de 2000 m² de comodidades. El edificio también incorporará un nuevo parque de plaza pública, también diseñado por Adjaye, así como más de 1900 m² de tiendas, ambos ubicados en la base del edificio.
130 William se encuentra a pocos pasos del nuevo Fulton Street Transit Center, que brinda acceso a 11 líneas de metro. El edificio también se encuentra inmediatamente adyacente a Tribeca, South Street Seaport, el Puente de Brooklyn, así como a algunos de los mejores restaurantes de la ciudad de Nueva York y lugares comerciales y culturales de élite.